# Kritické množství
Kritické množství nebo též kritická hmotnost je pojem z fyziky, který udává minimální hustotu volných neutronů v daném objemu (minimální množství či hmotnost štěpného materiálu), zaručující, že v daném objemu při štěpné reakci (štěpné jaderné reakci – po rozpadu atomových jader) bude množství vzniklých neutronů dostatečné na to, aby se rozštěpila další atomová jádra dříve, nežli neutrony z látky uniknou nebo budou případně pohlceny – že nastane řetězová štěpná reakce (hustota volných neutronů bude nadále růst).
Při nadkritické hmotnosti (hustotě volných neutronů) roste množství neutronů exponenciálně, a situace proto směřuje k výbuchu.

## Bližší vysvětlení pojmu a souvislostí
Kritické množství se nevztahuje přímo k vlastní hmotnosti materiálu, ale k hustotě volných neutronů v daném objemu.
Otázka na kritické množství tedy zní: jak hustý neutronový mrak potřebuji, aby bylo volnými neutrony zasaženo s dostatečně vysokou pravděpodobností tolik jader štěpného materiálu, aby po rozpadu jader hustota neutronového mraku[kdo?] rostla.
Zajištění tohoto, tzv. kritického stavu je možné několika způsoby:
- Klasicky je to použitím dostatečného množství materiálu se samovolným rozpadem (spontánním štěpením – rozuměj produkcí neutronů) soustředěným v tělese s minimálním povrchem (kudy neutrony z reakce unikají) a maximálním objemem materiálu (tedy koule) a to buď složením z více částí, nebo po přeformování výbuchem z jiného výchozího tvaru.
- Další možností je "uprchlé" neutrony do reakce vracet odrazem, tedy tzv. zrcadlem – to bývá zhotoveno z berylia, popř. ze železa. Zrcadlo dokáže odrazem zvýšit hustotu mraku až trojnásobně a tedy snížit "kritickou hmotnost" až na 1/3.
- V pořadí následuje např. zmenšení reakčního objemu, což je princip, na kterém pracuje většina moderních náloží – tzv. implozivní jádro. Spočívá ve stlačení jádra výbuchem trhaviny, kterou je jádro obaleno. Různé zdroje uvádějí poměr stlačení až 1:10 – potřebujete tedy teoreticky 1/10 "kritické hmotnosti". Vyplývá z toho, že potřebujete odborníka na trhaviny, pokud se má jádro stlačit a nikoliv rozprášit po okolí.
- Celkem často uváděnou možností je tzv. jaderná rozbuška – do podkritického stavu vložíte náhle materiál s vysokou produkcí volných neutronů a tím dosáhnete nadkritického stavu.
- Je také možné prodloužit dobu setrvání neutronů v kritickém objemu jejich zbrzděním – moderací. S výhodou se této role ujímá ochuzený uran (tamper). Kromě zbrzdění neutronů (letargii) v něm dojde, vlivem jejich částečného pohlcení, i k přeměně na aktivní 235U,[zdroj?] který následně přispívá k reakci.

Kritická hmotnost je závislá na druhu, čistotě, koncentraci a tvaru štěpného materiálu:
- druh – nejmenší kritické množství je třeba pro materiál s jádry štěpitelnými pomalými neutrony a s vysokým účinným průřezem interakce (např. uran 235U). Účinným průřezem se má na mysli plocha jádra prvku zasažitelná účinně neutronem.
- čistota – přítomnost látek absorbujících neutrony kritickou hmotnost zvyšuje (neúčinně je pohlcuje)
- koncentrace – pokud je koncentrace štěpného materiálu menší než 100%, kritická hmotnost výrazně roste. Tím se má na mysli to, že materiál podléhá neustálé degradaci vlivem samovolného rozpadu, takže i kdyby měl kýžených 100% v okamžiku ukončení výroby, už za chvíli to tak nebude
- tvar – nejnižší kritická hmotnost je pro tvar s nejmenším možným povrchem (kdy do okolního prostoru uniká co nejméně neutronů), tedy koule.

## Příklady kritických hmotností pro různé materiály
Příklady kritické hmotnosti pro různé štěpné materiály:
- uran 235U: kritická hmotnost čistého materiálu pro kulové uspořádání je 48 kg, tato koule by měla průměr asi 18 cm
- uran 233U: kritická hmotnost čistého materiálu pro kulové uspořádání je 16 kg, tato koule by měla průměr asi 12 cm
- plutonium 239Pu: kritická hmotnost čistého materiálu pro kulové uspořádání je 17 kg, tato koule by měla průměr asi 12 cm